# 도넛
도넛(영어: doughnut)은 소맥분에 설탕, 버터, 달걀 등을 혼합한 일종의 기름에 튀긴 과자 중 하나이다. 도넛은 작은 전문점이나, 수퍼마켓, 편의점, 카페테리아 등에서 판매된다.

## 개요

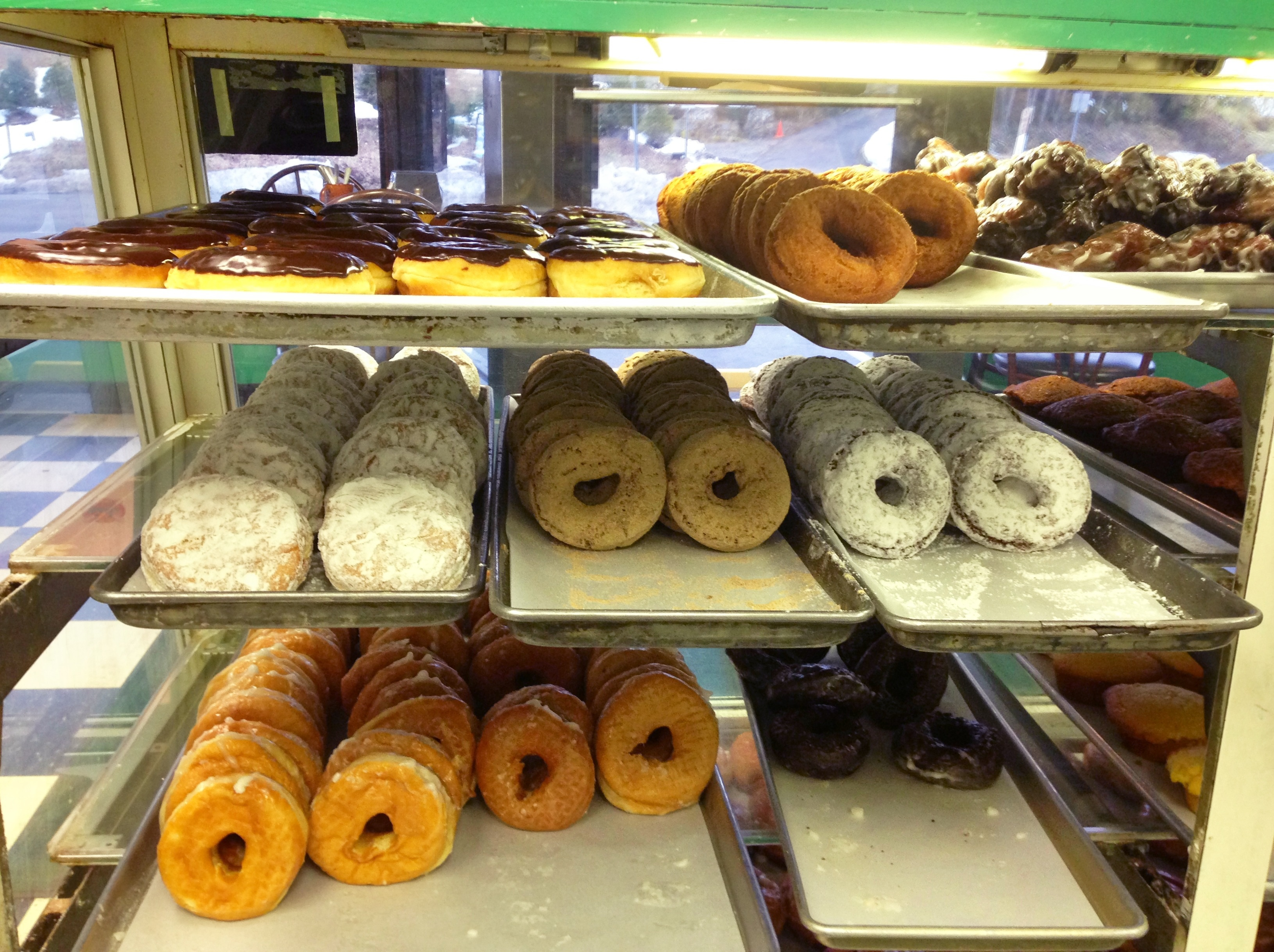
커피집 진열장 안에 전시되어 있는 도넛들의 모습.

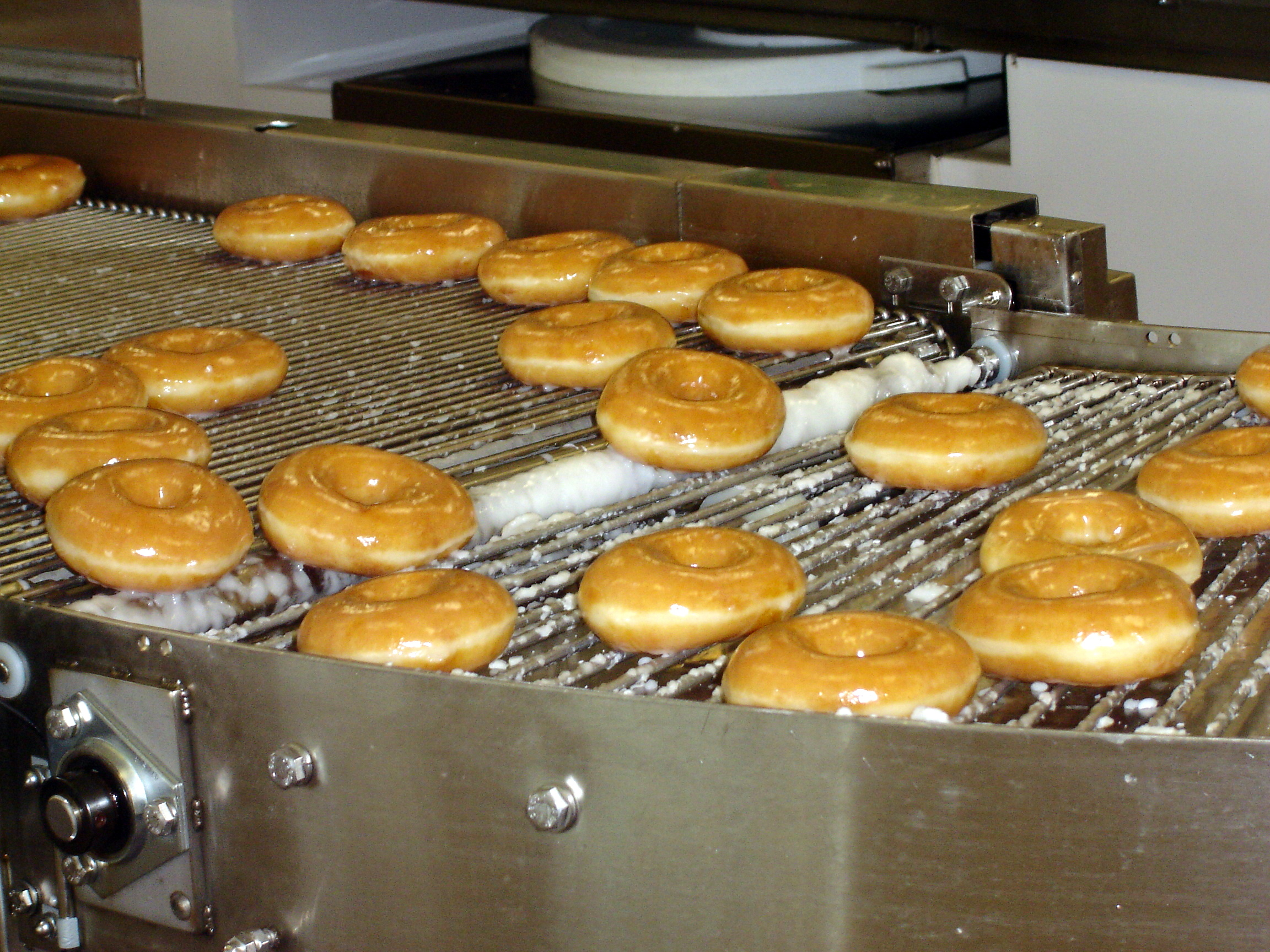
크리스피 크림 도넛 가게의 컨베이어 벨트 위에서 구르는 유약을 바른 도넛.

일반적으로 동그랗게 반죽의 모양을 만들기 때문에, 링 모양의 것을 도넛과 비유한다. 미국, 캐나다 등에서는 주로 링 모양의 것을, 영국에서는 가운데 구멍 없이 둥글게 만든다고 알려져 있다. 이외에 막대 모양의 도넛도 나오고 있다.
아시아 국가에서는 과자의 일종이지만 거의 대부분의 아침밥으로 먹는 사람도 많다. 간식으로도 많이 먹는다.

## 역사
도넛의 기원은 여러 가지 의견이 있으나, 가장 신빙성 있는 의견으로 과거 미국에 이민 온 네덜란드계 사람들이 즐겨 먹은 음식에서 유래되었다고 한다. 이 음식은 돼지 기름에 밀가루 반죽을 동그랗게 말아 던져 건져낸 뒤, 설탕에 굴려 먹었다고 하며, 현재 네덜란드에서도 이런 도넛 유사한 음식을 쉽게 찾아 볼 수 있다.

## 도넛 만들기(재료)
밀가루, 효모, 베이킹파우더를 섞어 체에 친 다음 소금·설탕·마가린·버터·달걀·우유를 함께 넣고 나무주걱으로 80~100회가량 돌리면서 반죽한다. 평평한 곳에 반죽을 펴놓고 동그란 모양을 만들어 밀가루를 다시 뿌려낸 뒤, 170℃의 기름에서 3~4분가량 튀겨낸다. 튀겨낸 도넛은 뜨거울 때 시럽을 얹거나 식혀서 초콜릿 등을 얹는다. 다른 재료를 사용하여 여러 가지 도넛을 만들 수 있다.

## 도넛의 영양
도넛은 한 개당 최소 300㎉ 이상으로 이는 가장 기본적인 플레인 도넛을 식용유로 상당히 오래 튀긴 경우이며, 쇼트닝과 마가린으로 튀기는 경우 칼로리는 더욱 높아진다. 영양학적으로도 지방이 과다하게 많으므로 고혈압, 심혈 관계 질환, 당뇨병 등 성인병 환자는 피해야 할 음식으로 20세기 초 당시 미국 의학계에서는 도넛을 인체에 유해한 음식으로 규정한 적이 있었다.

## 기타
도넛 모양으로 반죽을 만들어 오븐에 구운 비스킷도 있다. 이 비스킷은 도넛과 마찬가지로 속이 푹신푹신 할 수 있으며, 재료와 맛은 도넛과 의외로 비슷할 수 있으나 도넛보단 담백하고 영양가가 있다고 한다. 몇몇은 이 비스킷도 '도넛'이라고 언급하는 경우가 종종 있다.
원래 '도넛'이란 '올리코엑'에서 유래된 과자로, (올리코엑)은 빵을 만들고 남은 자투리 반죽을 기름에 튀겨내어 만들어진 과자라고 한다. 이 과자(올리코엑)는 세월이 흘러 도넛으로 변형된 것이라고도 한다.

## 같이 보기
- 미국 요리
- 크리스피 크림
- 던킨 도너츠
- 미스터 도넛
- 구스또
- 찹쌀도넛
- 간식
- 후식
- 빵
- 꼬인 도넛